# ВК Морнар
Ватерполски клуб Морнар је хрватски ватерполо клуб из Сплита. Из спонзорских разлога пун назив клуба тренутно гласи Морнар Бродоспас. Тренутно се такмичи у Првој лиги Хрватске и у Јадранској лиги.

## Историја
Клуб је основан 1949. године. У периоду од 1952. до 1961. године пет пута је освајао Првенство Југославије.
У сезони 1986/87. освојио је ЛЕН Куп победника купова.

## Успеси

### Национални
- Првенство Југославије:
  - Првак (5): 1952, 1953, 1955, 1956, 1961.
  - Вицепрвак (3): 1950, 1951, 1957.

- Зимско првенство Југославије:
  - Вицепрвак (1): 1962.

- Куп Југославије:
  - Финалиста (2): 1973, 1986.

### Међународни
- Куп победника купова:
  - Победник (1): 1987.

- Суперкуп Европе:
  - Финалиста (1): 1987.